# Can Prada
Can Prada és un mas situat al municipi de Palau de Santa Eulàlia, a la comarca de l'Alt Empordà.